# Nagoya Grampus
Nagoya Grampus (Japans: 名古屋グランパスエイト, Nagoya Guranpasu) is een Japanse voetbalclub. Nagoya Grampus komt uit de stad Nagoya.

## Geschiedenis
De club is opgericht in de jaren 50 als Toyota Soccer Club, het bedrijfsteam van Toyota. Het speelde tot aan de oprichting in de J-League in de Japan Soccer League. Op 17 juli 1991 veranderde het haar naam in Nagoya Grampus Eight waar Grampus verwijst naar de orka's (een Engelse benaming) waar de stad zich mee verwant voelt en Eight naar het symbool van de stad: Maru-Hachi, wat zou verwijzen naar de 8 kenmerken van burgerschap. In 2008 volgde een nieuwe naamsverandering. De clubnaam werd verkort tot Nagoya Grampus.
Nagoya Grampus Eight speelt al sinds de oprichting in de J-League, maar heeft nooit een rol van betekenis gespeeld. Even was daar verandering in toen Arsène Wenger trainer was van de club en de Emperor Cup en de Xerox Super Cup won en tweede werd achter Kashima Antlers in de competitie van 1996 die zonder stadia werd afgewerkt. Na het vertrek van de trainer verdween Nagoya weer in de anonimiteit van de J-League. Sinds 2008 schaart de club zich weer bij de top van Japan. Ze werden toen derde in de competitie. Een jaar later stonden ze in de finale van de Emperor's Cup. In 2010 wist de club zelfs de landstitel te behalen.

## Erelijst

### J-League
- Winnaar in 2010
- Tweede in 1996

### Emperor's Cup
- Winnaar in 1995 en 1999
- Verliezend finalist in 2009

### Xerox Supercup
- Winnaar in 1996
- Verliezend finalist in 2000

### Aziatische beker voor bekerwinnaars
- Verliezend finalist in 1997

## Eindklasseringen
- Eerst wordt de positie in de eindranglijst vermeld, daarna het aantal teams in de competitie van het desbetreffende jaar. Voorbeeld 1/18 betekent plaats 1 van 18 teams in totaal.

| Jaar | J1    | J2 |
| ---- | ----- | -- |
| 1993 | 9/10  |    |
| 1994 | 11/12 |    |
| 1995 | 3/14  |    |
| 1996 | 2/16  |    |
| 1997 | 9/17  |    |
| 1998 | 5/18  |    |
| 1999 | 4/16  |    |
| 2000 | 9/16  |    |
| 2001 | 5/16  |    |
| 2002 | 6/16  |    |
| 2003 | 7/16  |    |
| 2004 | 7/16  |    |
| 2005 | 14/18 |    |
| 2006 | 7/18  |    |
| 2007 | 11/18 |    |
| 2008 | 3/18  |    |
| 2009 | 9/18  |    |
| 2010 | 1/18  |    |

## Bekende (ex-)voetballers
- Keisuke Honda
- Naoki Maeda
- Eiji Kawashima
- Marcus Tulio Tanaka
- Maya Yoshida
- Alessandro Santos
- Keiji Tamada
- Seigo Narazaki
- Kisho Yano
- Michihiro Yasuda
- Masanobu Izumi
- Jungo Fujimoto
- Yuji Sugano
- Yuji Sakakura
- Tetsuya Asano
- Teruo Iwamoto
- Takafumi Ogura
- Koji Noguchi
- Masaharu Suzuki
- Yasuyuki Moriyama

- Motohiro Yamaguchi
- Wagner Lopes
- Takashi Hirano
- Go Oiwa
- Atsushi Yoneyama
- Keiji Kaimoto
- Tomoyuki Sakai
- Shigeyoshi Mochizuki
- Chikara Fujimoto
- Tomokazu Myojin
- Yutaka Akita
- Toshiya Fujita
- Hayuma Tanaka
- Naoshi Nakamura
- Taishi Taguchi
- Mu Kanazaki
- Kensuke Nagai
- Yohei Toyoda
- Kengo Kawamata

- Tarik Oulida
- Joshua Kennedy
- Luiz Carlos Bombonato Goulart
- Valdo Filho
- Marques Batista de Abreu
- Jorginho Putinatti
- Elivélton
- Alexandre Torres
- Edvaldo Oliveira Chaves
- Danilson Córdoba
- Andrej Panadić
- Gary Lineker
- Gérald Passi
- Igor Burzanović
- Frode Johnsen
- Dragan Stojković
- Dragiša Binić
- Marek Špilár
- Milivoje Novaković

## Bekende (ex-)trainers
- Carlos Queiroz
- Zdenko Verdenik
- Sef Vergoossen
- Arsène Wenger